# 滑水道

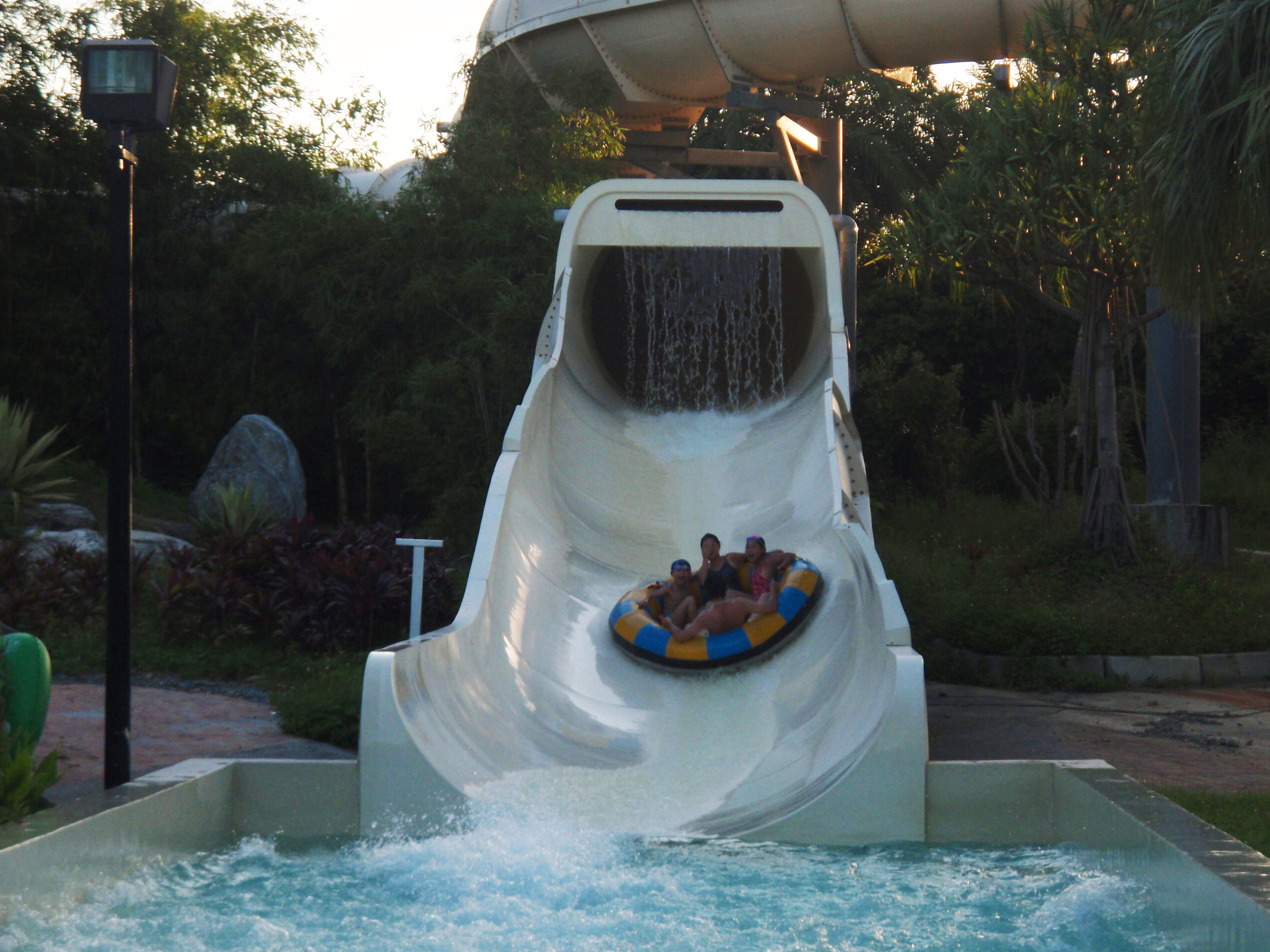
八仙水上樂園的一座滑水道

滑水道又稱為滑水梯、水上滑梯，是水上遊樂園的一種大型遊樂設施，類似溜滑梯，但不同的是，滑水道有水從頂端沖下來，以加快下滑的速度。滑水道有不同的坡度、斜度、弧度與高度，有些滑水道甚至超過30公尺高。

## 形式
滑水道主要可以分兩種形式，外露式與封閉式。滑水道又有兩大類型，陡峭形與曲折形。

### 陡峭形
滑道大部分為直線，從大約二樓或三樓的高度往下滑。

### 曲折形
滑道為圓弧造型，或是直線但中間有平緩區的形狀，所以可以從比陡峭型更高的高度向下滑。